# Molgula robini
Molgula robini är en sjöpungsart som beskrevs av Monniot 1983. Molgula robini ingår i släktet Molgula och familjen kulsjöpungar.
Artens utbredningsområde är Södra Ishavet. Inga underarter finns listade i Catalogue of Life.